# Villa Bonanno
Pour les articles homonymes, voir Bonanno.
Villa Bonanno est le nom d'un jardin public de 3 hectares situé à Palerme. 

## Histoire
En 1905, avec l'agencement de la Piazza Vittoria, Giuseppe Damiani Almeyda conçoit un parc urbain, nommé d'après le maire de Palerme Pietro Bonanno qui a voulu la réalisation de cet espace vert face du Palais des Normands. 
Des travaux de réaménagement ont eu lieu, qui se sont terminés fin 2013, financés par l'Union européenne à hauteur d'environ 8 millions d'euros pour la restauration de trois places dans le centre historique de Palerme: Piazza Bologni, Piazza Marina et Piazza della Vittoria. 

## Architecture
La villa se caractérise principalement par ses palmiers luxuriants et certains éléments d'un intérêt considérable: "La maison du gardien" conçue par Almeyda, le buste en marbre du maire Bonanno avec la base conçue par Ernesto Basile, le monument dédié à Philippe IV, réalisé par Nunzio Morello en 1856, mais conçu en 1661 par Carlo D'Aprile avec la collaboration de la famille Serpotta, et les ruines de deux maisons patriciennes romaines mises à jour au 19e siècle. 

## Images

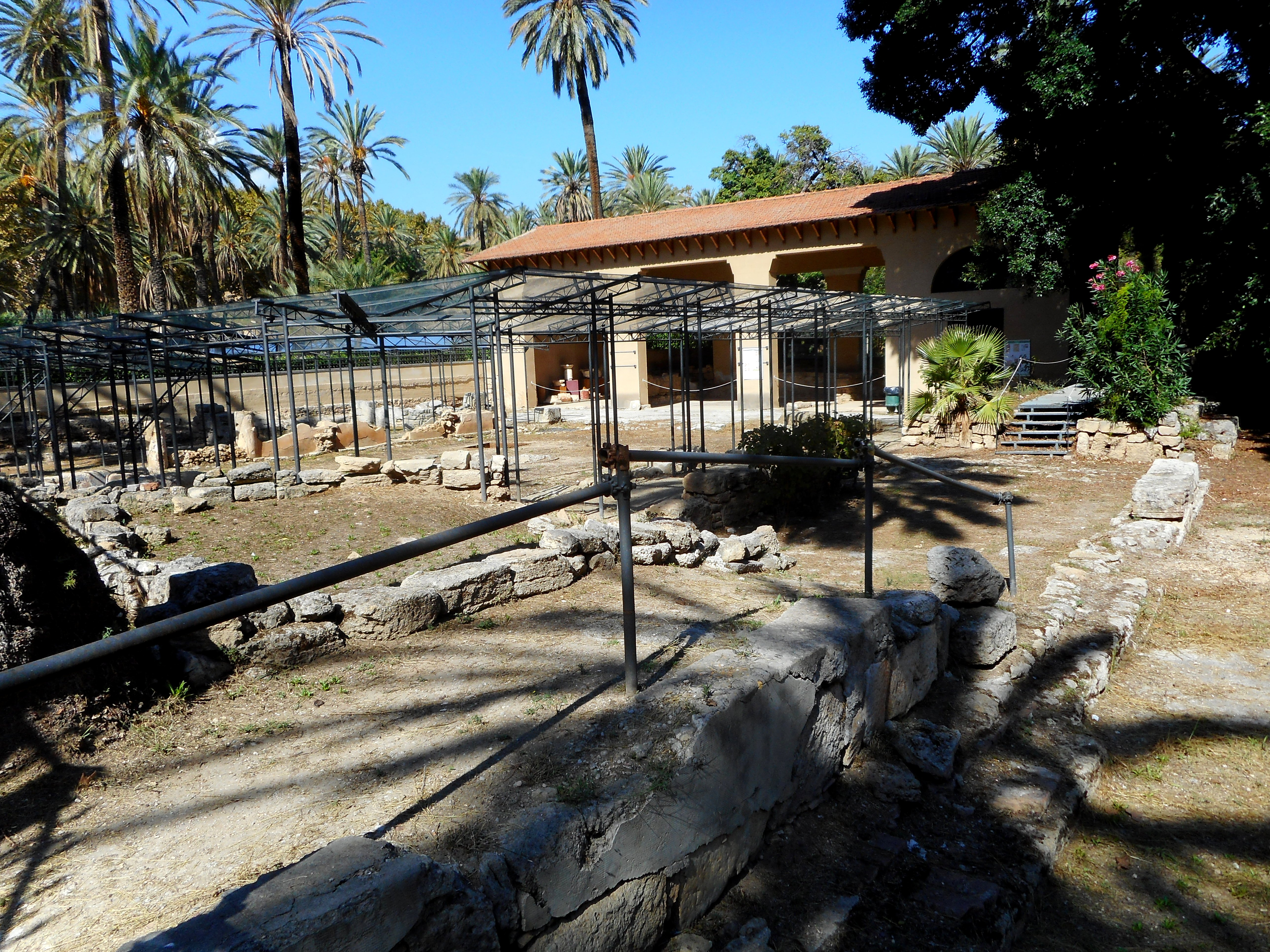
Maisons romaines à Villa Bonanno.
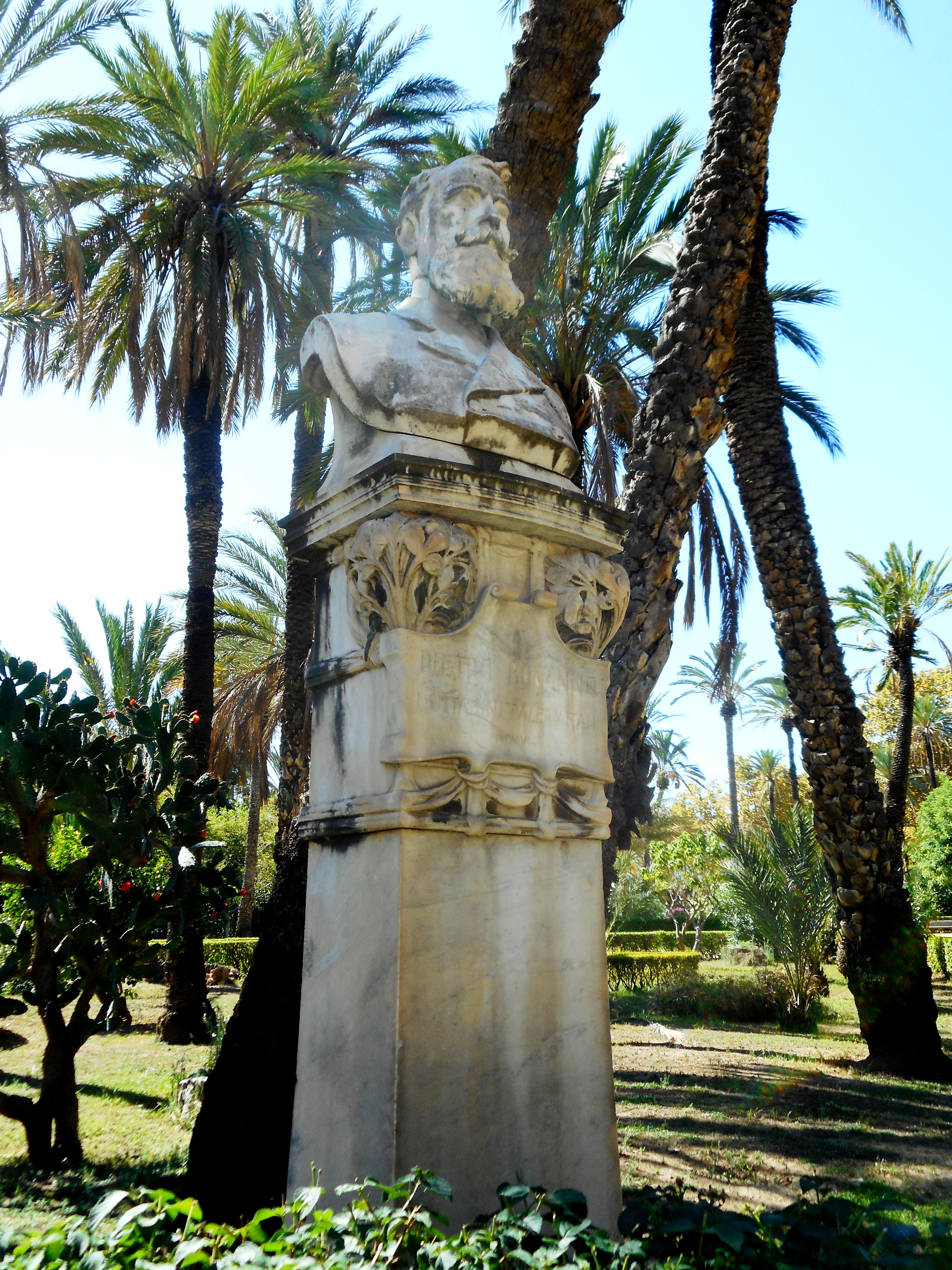
Buste du maire Pietro Bonanno.